# Arpad Šterbik

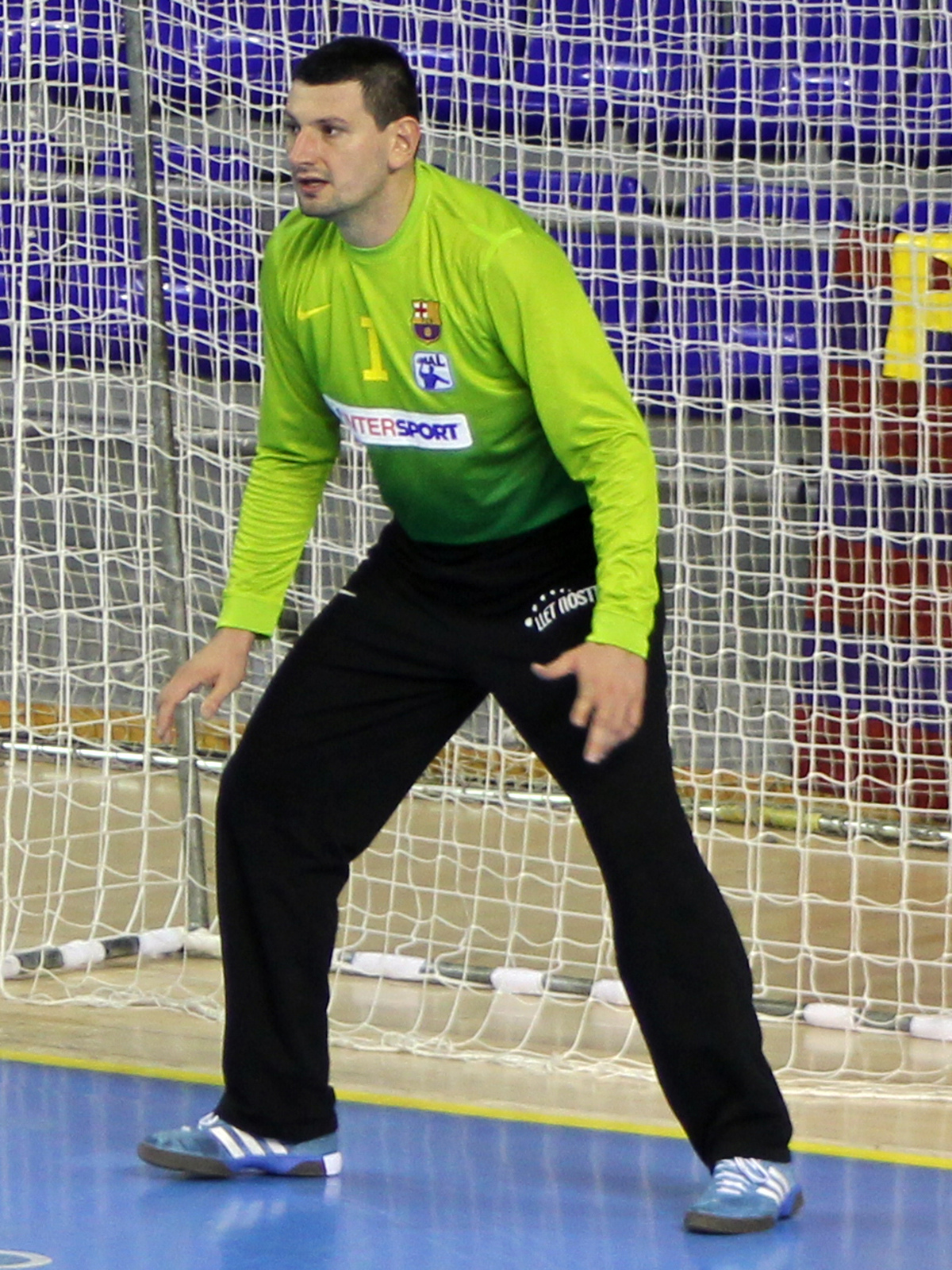
Arpad Šterbik i FC Barcelona, oktober 2012.

Arpad Šterbik (serbiska: Арпад Штербик, ungerska: Árpád Sterbik, spanska: Arpad Sterbik Capar), född 22 november 1979 i Senta i Jugoslavien (nuvarande norra Serbien), är en spansk tidigare handbollsmålvakt av Serbien-ungersk härkomst. Han är serbisk, ungersk (sedan 2001) och spansk (sedan 2008) medborgare. 2005 utsågs han till Årets bästa handbollsspelare i världen av IHF. Han ses ofta som en av de absolut bästa handbollsmålvakterna genom tiderna.

## Klubbar
- RK Jugović (–2001)
- Veszprém KC (2001–2004)
- BM Ciudad Real (2004–2011)
- BM Atlético de Madrid (2001–2012)
- FC Barcelona (2012–2014)
- RK Vardar (2014–2018)
- Veszprém KC (2018–2020)

## Meriter i urval
- Champions League-mästare fyra gånger: 2006, 2008, 2009 (med BM Ciudad Real) och 2017 (med  RK Vardar)
- Spansk mästare sex gånger: 2007, 2008, 2009, 2010 (med BM Ciudad Real), 2013 och 2014 (med FC Barcelona)
- VM-guld 2013 med Spanien
- EM-guld 2018 med Spanien
- EM-silver 2016 med Spanien
- Tre VM-brons: 1999, 2001 (med FR Jugoslavien/Serbien och Montenegro) och 2011 (med Spanien)